# Nacios

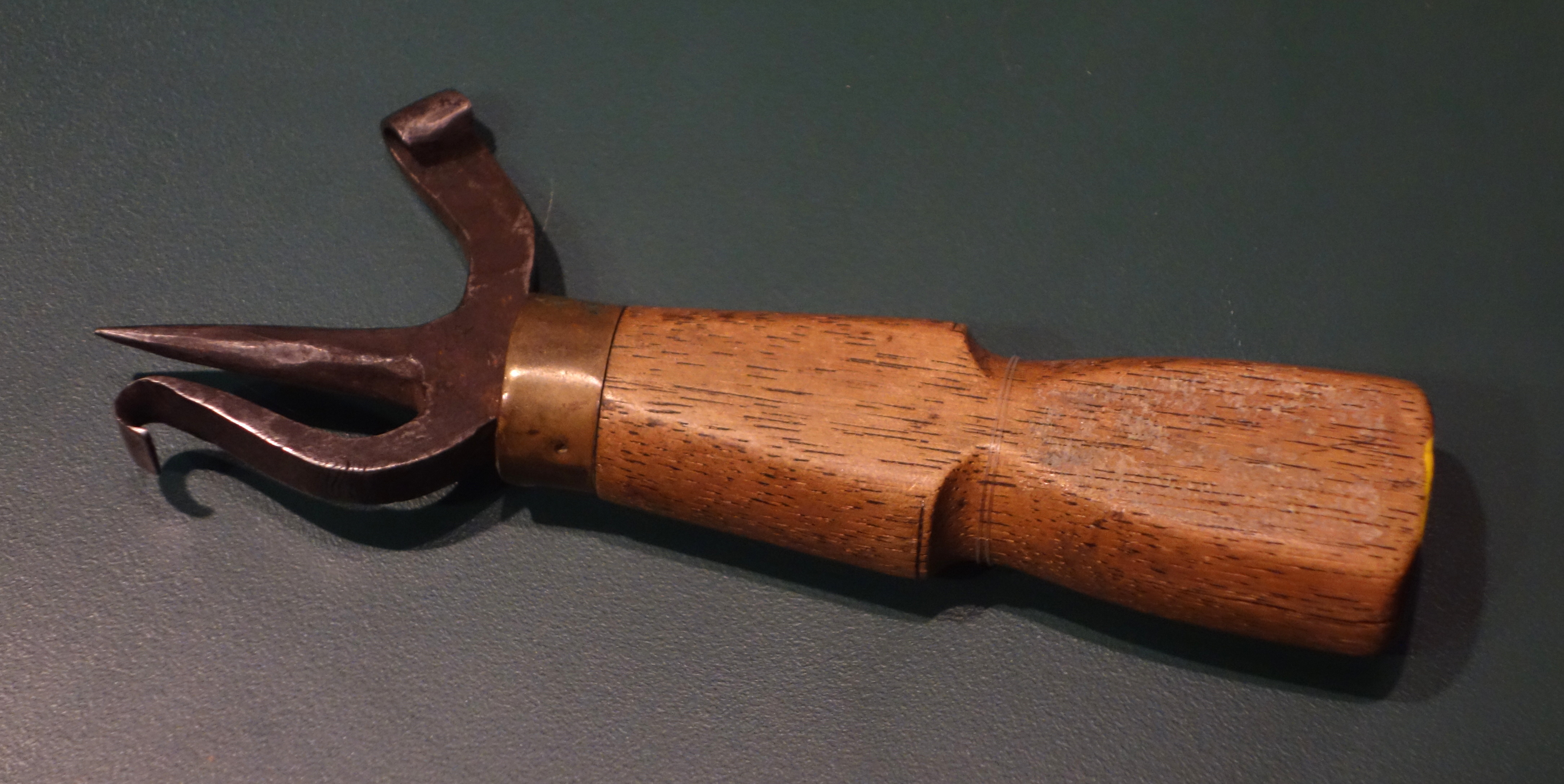
Nożyk geodety Johna Woodlocka do znaczenia drzew, połowa XIX wieku, ze zbiorów Wisconsin Historical Museum, Madison, Wisconsin, USA

Nacios – znak, nacięcie na drzewie, wykonane siekierą albo innym narzędziem stosowanym w obróbce drewna.
"Nacios" najczęściej jest stosowany, jako znak graniczny do wytyczania granic w lesie. Ostrowski w "Prawie cywilnem" pisze: "Do liczby znaków granicznych należą też naciosy na drzewach, które lubo czasem na kilka calów zarastają i tylko plama czyli niewielki otwór domyślać się o nich każe, atoli za odszczepieniem drzewa, znak takowy w całości znajdzie się". Zaborowski w swojej "Geometryi" objaśnia: "Jeżeli w ciągu ściany granicznej znajdują się znakomitszej wielkości drzewa, na tych przez sąd graniczny wyrzynane bywają znaki na kształt krzyża, które zowią naciosy".